# Dysphania (Amaranthaceae)
Dysphania là chi thực vật có hoa trong họ Amaranthaceae.

## Các loài
Chi Dysphania được ghi nhận có 46 loài, được phân thành 4 nhánh:
- Dysphania sect. Adenois (Moq.) Mosyakin & Clemants: 15 species, native in South and Middle America, now distributed worldwide from the tropics to warm-temperate regions:
  - Dysphania ambrosioides (L.) Mosyakin & Clemants - Epazote, Mexican-tea: native in North- and South America, naturalized in other continents.
  - Dysphania anthelmintica (L.) Mosyakin & Clemants
  - Dysphania burkartii (Aellen) Mosyakin & Clemants
  - Dysphania chilensis (Schrad.) Mosyakin & Clemants - native in Argentina and Chile.
  - Dysphania multifida (L.) Mosyakin & Clemants - Cut-leaf goosefoot, small-leaved wormseed: native in South America, introduced from the tropics to warm-temperate regions.
  - Dysphania oblanceolata (Speg.) Mosyakin & Clemants
  - Dysphania tomentosa (Thouars) Mosyakin & Clemants
  - Dysphania venturii (Aellen) Mosyakin & Clemants
- Dysphania sect. Botryoides (C.A.Mey.) Mosyakin & Clemants: with two subsections:
  - Dysphania sect. Botryoides subsect. Botrys (Aellen & Iljin) Mosyakin & Clemants: with 9 species, worldwide, native in southern North America, northern South America, southern Eurasia and Africa.
    - Dysphania botrys (L.) Mosyakin & Clemants - Jerusalem-oak, feather-geranium: native from Middle Europa to China (Xinjiang), naturalized or cultivated in other temperate regions.
    - Dysphania nepalensis (Link ex Colla) Mosyakin & Clemants - in Central Asia
    - Dysphania procera (Hochst. ex Moq.) Mosyakin & Clemants
    - Dysphania pseudomultiflora (Murray) Verloove & Lambinon - In South Africa.
    - Dysphania schraderiana (Schult.) Mosyakin & Clemants

  - Dysphania sect. Botryoides subsect. Incisa (Standley) Mosyakin & Clemants: 
    - Dysphania dissecta (Moq.) Mosyakin & Clemants - south-western North America and in South America
    - Dysphania incisa (Poir.) ined.
- Dysphania sect. Dysphania, with 8 species in Australia:[4]
  - Dysphania glandulosa Paul G.Wilson - in Australia
  - Dysphania glomulifera (Nees) Paul G.Wilson - in Australia
  - Dysphania kalpari Paul G.Wilson - in Australia
  - Dysphania littoralis R.Br. - in Australia
  - Dysphania plantaginella F.Muell. - in Australia
  - Dysphania platycarpa Paul G.Wilson - in Australia
  - Dysphania rhadinostachya (F.Muell.) A.J.Scott - in Australia
  - Dysphania simulans F.Muell. & Tate - in Australia
  - Dysphania sphaerosperma Paul G.Wilson - in Australia
  - Dysphania valida Paul G.Wilson - in Australia
- Dysphania sect. Orthospora (R.Br.) Mosyakin & Clemants: with 7 species in New Zealand and Australia, some species introduced in other regions:
  - Dysphania carinata (R.Br.) Mosyakin & Clemants - native in Australia, naturalized in other continents.
  - Dysphania cristata (F.Muell.) Mosyakin & Clemants) - native in Australia, naturalized in other continents.
  - Dysphania melanocarpa (J.M.Black) Mosyakin & Clemants - black crumbweed
  - Dysphania pumilio (R.Br.) Mosyakin & Clemants - Clammy goosefoot, small crumbweed: native in Australia, naturalized in other continents.
  - Dysphania pusilla Mosyakin & Clemants
  - Dysphania saxatilis (Paul G.Wilson) Mosyakin & Clemants
  - Dysphania truncata (Paul G.Wilson) Mosyakin & Clemants
- Not yet grouped to a section:
  - Dysphania atriplicifolia (Spreng.) G.Kadereit, Sukhor. & Uotila
  - Dysphania bhutanica Sukhor.
  - Dysphania bonariensis (Hook.f.) Mosyakin & Clemants ex Sukhor.
  - Dysphania × bontei (Aellen) Stace
  - Dysphania × christii (Aellen) Stace
  - Dysphania congestiflora S.J.Dillon & A.S.Markey
  - Dysphania congolana (Hauman) Mosyakin & Clemants - in Africa
  - Dysphania geoffreyi Sukhor.
  - Dysphania himalaica  Uotila
  - Dysphania kitiae Uotila
  - Dysphania minuata (Aellen) Mosyakin & Clemants
  - Dysphania multiflora (Moq.) G.Kadereit, Sukhor. & Uotila
  - Dysphania neglecta Sukhor.
  - Dysphania retusa (Moq.) Mosyakin & Clemants ex Brignone
  - Dysphania stellata (S.Watson) Mosyakin & Clemants - This species has 6-8 tepals
  - Dysphania tibetica (A.J.Li) Uotila

## Hình ảnh

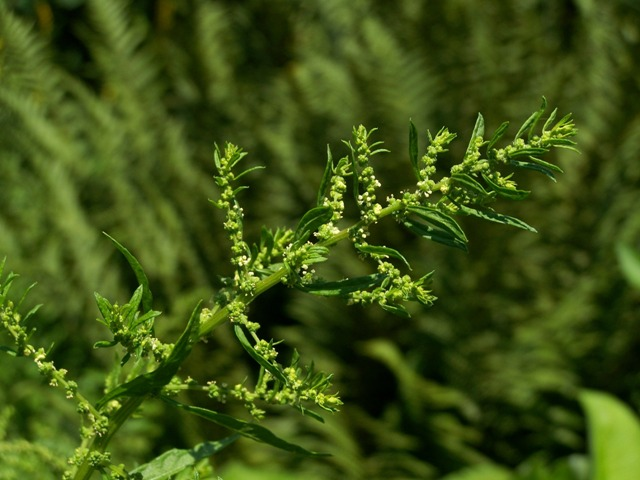
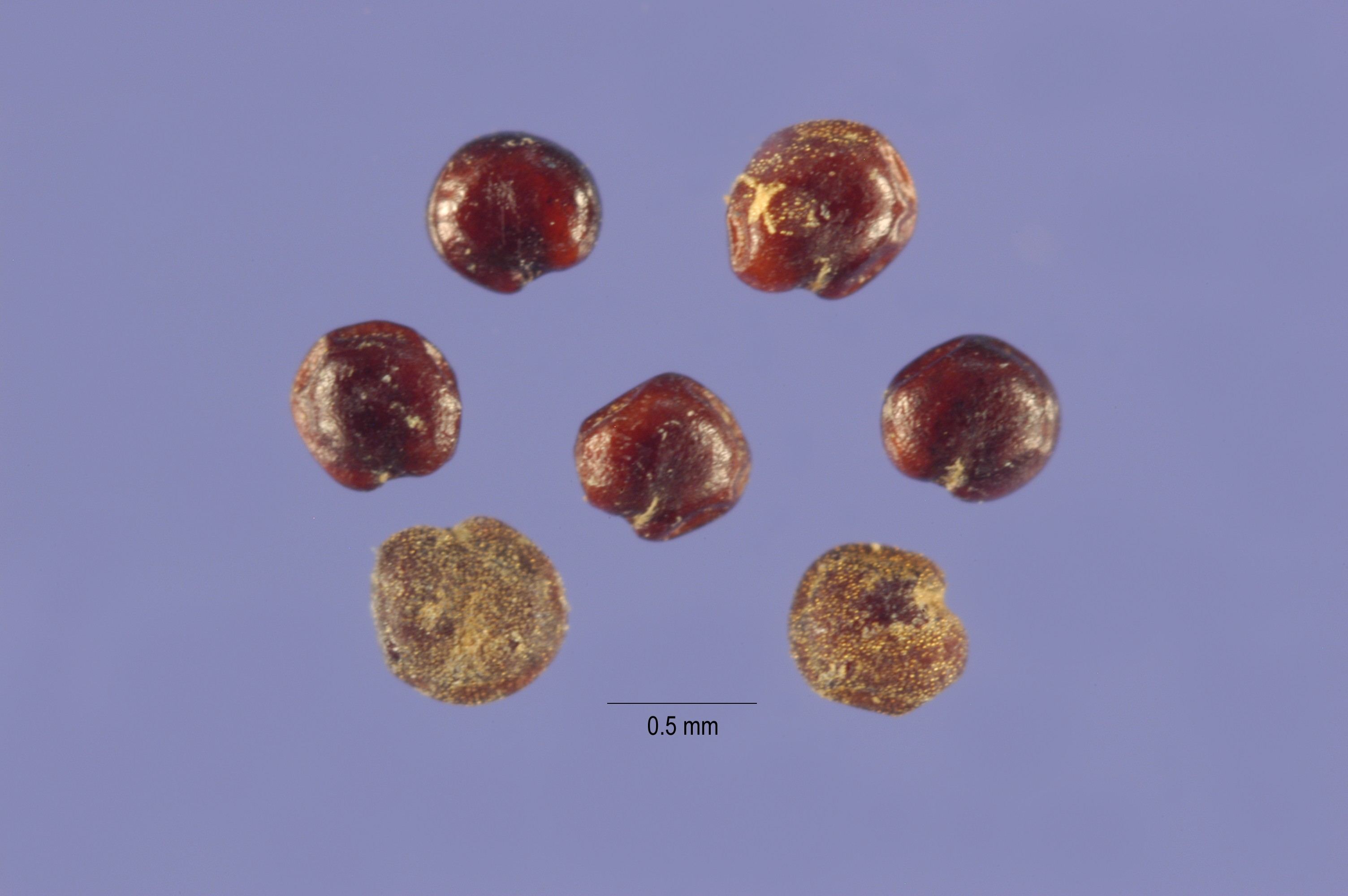
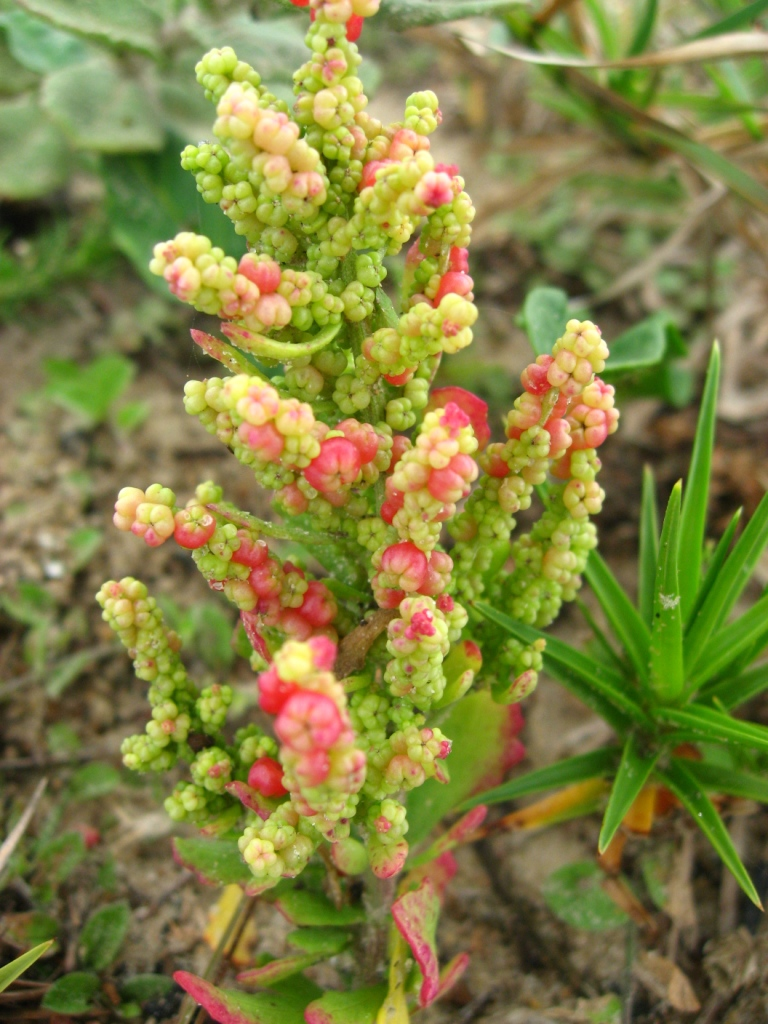
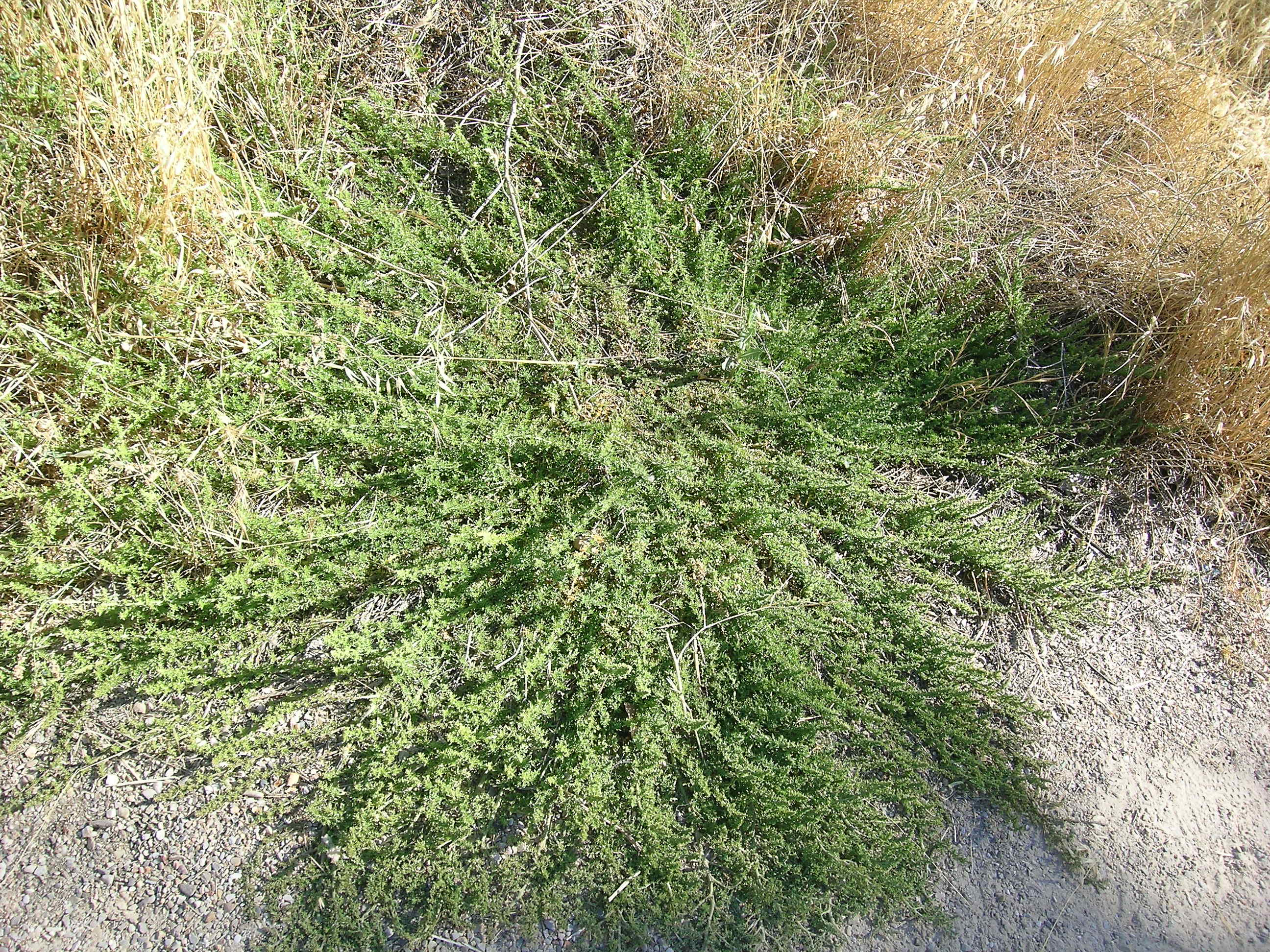